# フランク・ロビンソン
フランク・ロビンソン（Frank Robinson, 1935年8月31日 - 2019年2月7日）はアメリカ合衆国テキサス州ボーモント出身の元プロ野球選手（外野手）、監督。右投右打
史上初めてMLB両リーグでMVPに選出され、ワールドシリーズMVP、オールスターMVP、三冠王、ゴールドグラブ賞などのありとあらゆる栄誉を獲得した。特に両リーグでのMVP選出は2024年に大谷翔平が選出されるまで唯一の記録であった。
引退後はアフリカ系アメリカ人初のMLB監督となった。

## 来歴

### プロ入り前
ロビンソンは1935年8月31日にテキサス州ボーモントにて10人兄弟の末子として生まれる。幼少時に両親の離婚により、母親と兄弟とともにカリフォルニア州アラメダに移住して少年時代を過ごす。
高校は近郊のオークランドのマクリモンズ高等学校に通い、同級生には後にNBAで活躍するビル・ラッセルがおり、また、在学中の後輩にはカート・フラッドがいた。

### レッズ時代
1953年、高校を卒業し、シンシナティ・レッズと契約。契約金は3500ドルで、同年はC級の傘下マイナーチームオグデン・レッズ（ユタ州オグデン）でプレーし、72試合出場して打率.348、83打点をマークする。
1954年、AA級のタルサ・オイラーズ(オクラホマ州タルサ)に昇格してプレーするが、翌1955年、A級コロンビア・レッズ(サウスカロライナ州コロンビア)に降格となり、同年はそこでプレーした。
1956年、レッズに昇格し20歳でメジャーデビュー。152試合出場で新人最多タイの38本塁打を記録し、新人王に選出されたが、同時に新人最多となる20死球を受けているなど不遇なシーズンでもあった。

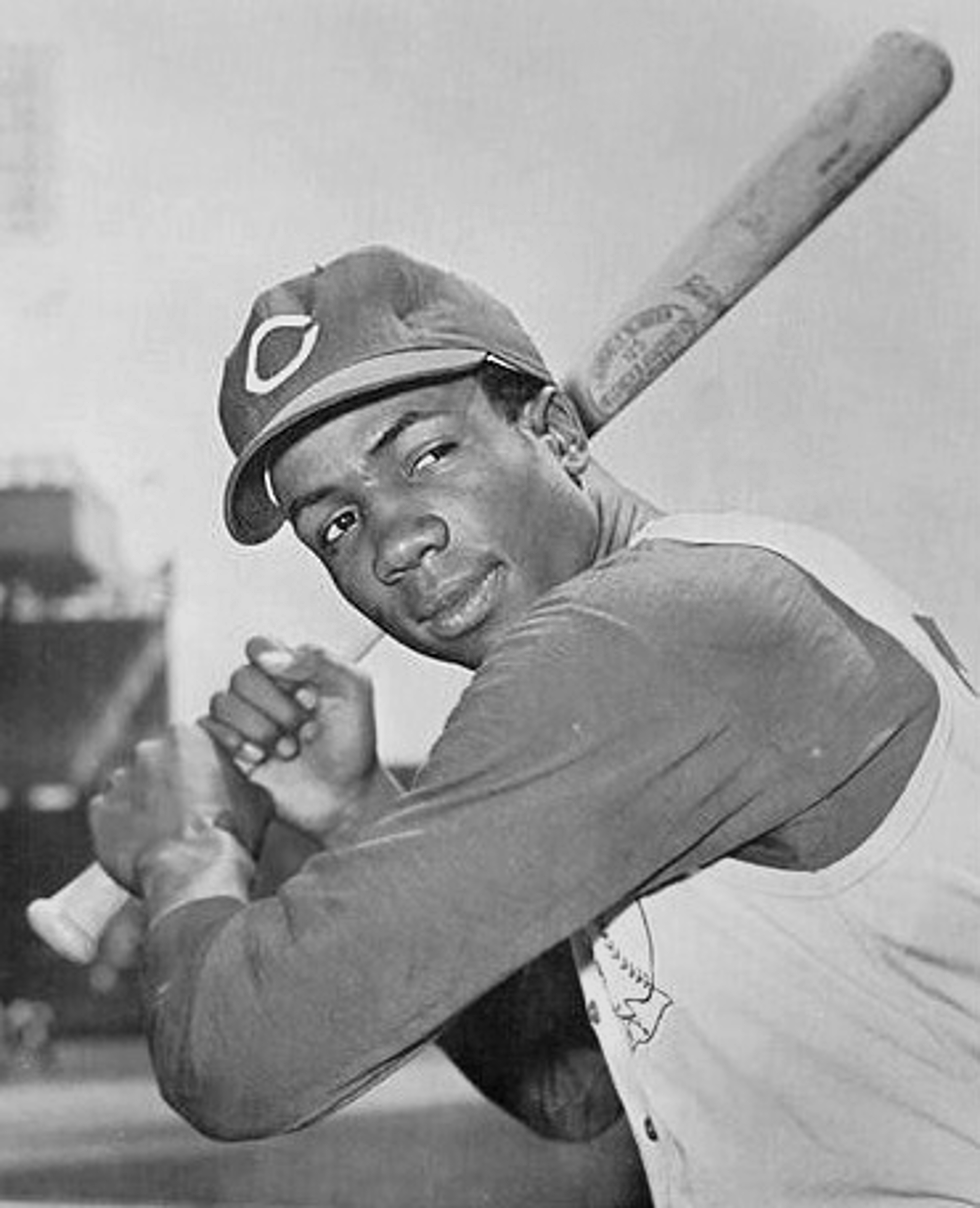
シンシナティ・レッズでの現役時代
(1961年)

この後レッズの主軸として活躍して、1961年、ナショナル・リーグ優勝に貢献して最初のナショナル・リーグMVPを受賞した。また、翌1962年、 自身キャリアハイの打率.342、39本塁打、136打点と51二塁打を放っている。
しかし、1965年シーズン後、当時レッズのオーナーであるビル・デウィットに
| 「 | 30のロートルが。(not a young 30) | 」 |

と放言された挙句、ボルチモア・オリオールズにミルト・パパスら3人とのトレードで放出されてしまう。

### オリオールズ時代
翌1966年よりオリオールズでプレーすることになったロビンソンは捲土重来を期した。チームメイトで主軸のブルックス・ロビンソンと「ロビンソン・コンビ」として活躍し、同シーズンは打率.316、49本塁打、122打点で三冠王に輝く。この三冠がロビンソンの生涯唯一の打撃タイトルであり、かつアフリカ系アメリカ人選手として史上初めての三冠王獲得で、現在でも史上唯一である。
チームもリーグ優勝を果たし、ワールドシリーズではロサンゼルス・ドジャースを下し、オリオールズ初のワールドチャンピオンとなった。ロビンソンはシーズンMVPとワールドシリーズMVPの両方に選出された。また、両リーグでシーズンMVPとなるのはMLB史上初の快挙だった。
その後も1969年～1971年のリーグ三連覇、1970年のワールドシリーズ制覇（奇しくもその時の相手は放出された古巣・レッズだった）に貢献し、1971年9月13日のデトロイト・タイガース戦で通算500号本塁打を達成した。

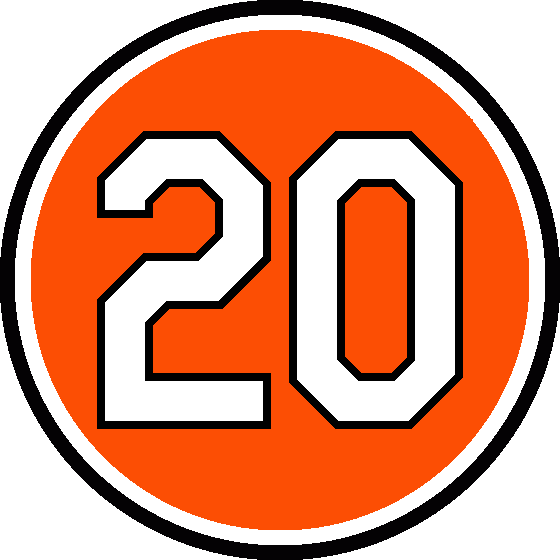
ロビンソンのオリオールズ在籍時の背番号「20」。
ボルチモア・オリオールズの永久欠番に1972年指定。

翌1972年に2対4のトレードで、ロサンゼルス・ドジャースへ移籍することとなるが、この退団をもってオリオールズは現役中ながらロビンソンの功績を称え、在籍時の背番号『20』をチーム初の永久欠番に指定することとなった。

### ドジャース〜エンゼルス時代
1972年のロビンソンはレッズ以来のナ・リーグでのプレイとなるが打率.251、19本塁打、59打点の成績だった。また、背番号は『36』に変更してつけたが、この当時ドジャースの背番号『20』は後にアメリカ野球殿堂入りするエース、ドン・サットンがつけていたためであった。
同シーズン終了後、今度はカリフォルニア・エンゼルスに4対2のトレードで移籍、翌1973年からは同年より導入された指名打者としてプレーした。1974年までのエンゼルスでのほぼ2シーズンの成績は打率.259、249安打、50本塁打、160打点の成績だった。

### インディアンス時代
1974年9月12日、ロビンソンはクリーブランド・インディアンスに移籍、そして移籍3週間後に選手兼任監督に就任することとなった。1975年からは兼任監督でプレーするが、同年肩を故障したこともあり翌1976年までの出場試合数は235試合、打率.226、 14本塁打にとどまり、同1976年をもって現役を引退した。
引退するまでの通算成績は2808試合出場（歴代22位）、打率.294、586本塁打（歴代9位。引退当時は歴代4位）、1812打点（歴代20位。引退当時は歴代12位）と優れた成績を残した。

### 監督・コーチ時代
前述の通り、1975年にインディアンスで選手兼任で黒人初のメジャーリーグ監督となったロビンソンだが、初年度の1975年は79勝80敗、1976年は81勝76敗と挙げ、翌1977年は26勝31敗の成績を挙げたところで同年6月19日に解任となる。解任後はかつて所属したエンゼルスでコーチに就任し、翌1978年から1980年は古巣オリオールズで永久欠番『20』を背負ってコーチに就任している。
1981年からはサンフランシスコ・ジャイアンツの監督に就任。この間の1982年に有資格1年目でアメリカ野球殿堂入りをハンク・アーロンと共に果たし、殿堂のプレートは三冠タイトルを獲得したオリオールズの帽子を被っている。1984年に106試合目になったところで解任されるが、およそ4シーズンで264勝277敗のチーム成績だった。解任後、ミルウォーキー・ブルワーズよりコーチのオファーを受けて同シーズン終了までコーチに就任している。
1985年からは古巣オリオールズのフロントに入り、コーチとして現場にも立ったが1988年シーズン途中でオリオールズ監督に就任。このシーズンは54勝107敗の東地区最下位で開幕21連敗を喫しているどん底の状況だった。
翌1989年はチームを建て直して87勝75敗と東地区2位に導き、同年アメリカンリーグ最優秀監督賞を受賞した。オリオールズの監督は1991年まで務め、その後1995年までオリオールズのフロントにてGM補佐を務めた。

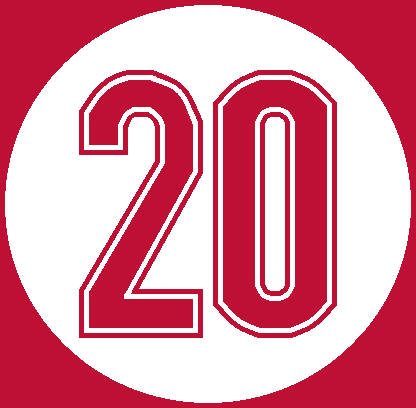
ロビンソンのレッズ在籍時の背番号「20」。
シンシナティ･レッズの永久欠番に1998年指定。

オリオールズのGM補佐退任後はMLBのフロントに入り特別補佐を務めたが、この間の1998年に古巣・レッズより自身の在籍時の背番号だった『20』を永久欠番に指定されている。2002年よりモントリオール・エクスポズの監督に就任。その後2005年にチームがワシントンD.C.に移転し、ワシントン・ナショナルズと球団名を変更するが、ロビンソンはナショナルズとしての初代監督となった。ナショナルズの監督は2006年まで務め、同年に監督通算1000勝を挙げている。

### 晩年

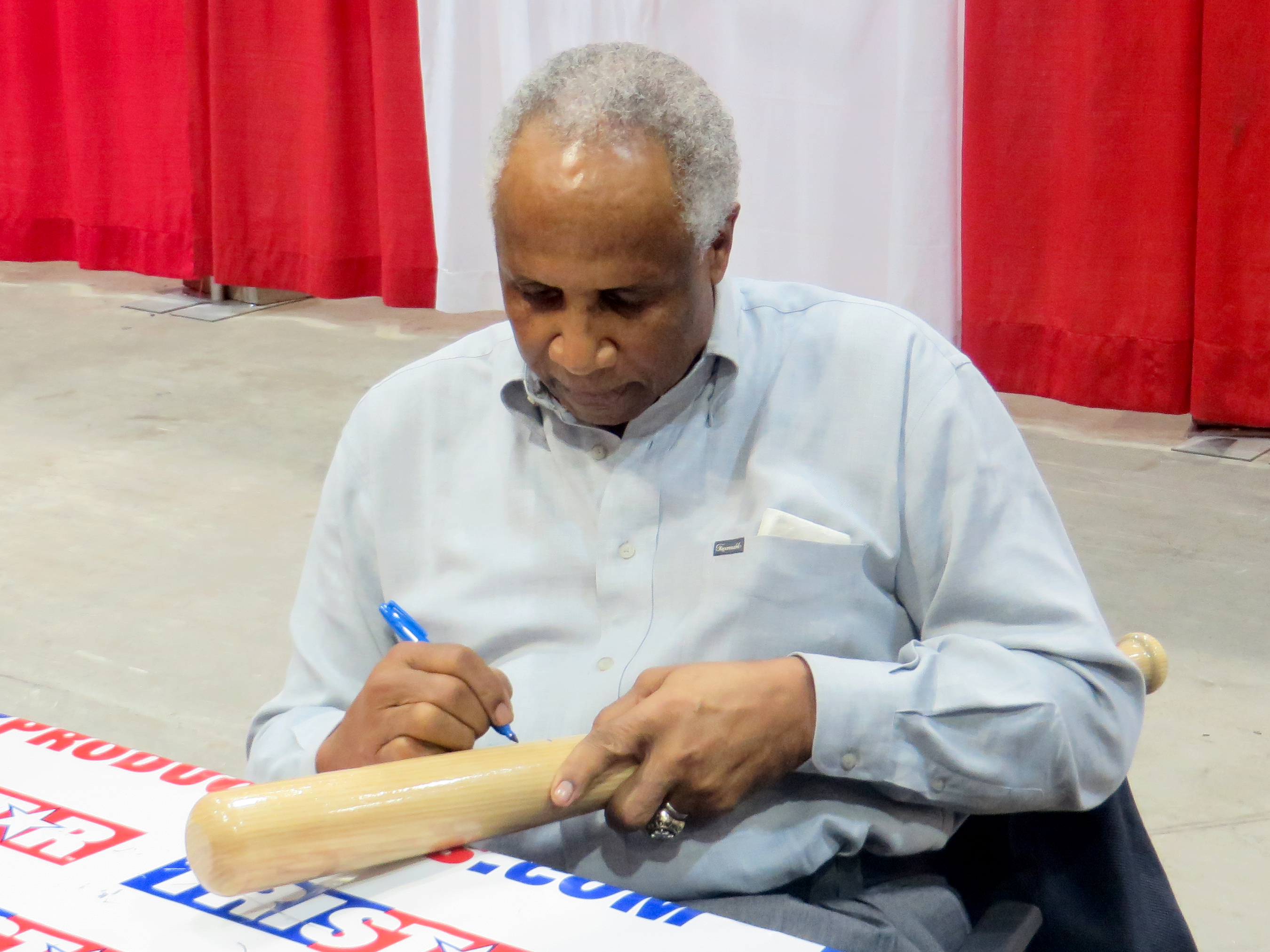
2014年1月、サイン会にて

ナショナルズ監督退任後、2007年よりMLBフロントに復帰して補佐職に就き、2009年から2年間、当時コミッショナーであるバド・セリグのコミッショナー補佐を兼任した。2016年にはアメリカン・リーグ会長職に就いた。
2017年、最後に所属したインディアンスで在籍時の背番号『20』が永久欠番に指定され、ノーラン・ライアンに次いでロビンソンは二人目の3球団欠番選手となった。

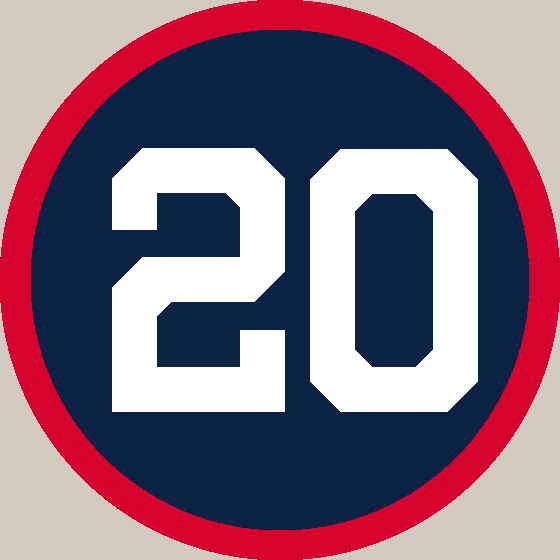
ロビンソンのインディアンス在籍時の背番号「20」。
クリーブランド・インディアンスの永久欠番に2017年指定。

2019年2月7日、骨肉腫により死去。83歳没。

## 人物・逸話
- 背番号は前述のドジャース在籍時のみ『36』をつけたが、それ以外は現役・監督を通じて常に『20』をつけた。
- オリオールズ移籍後の1966年5月8日の対インディアンス戦で当時本拠地のメモリアル・スタジアムで場外ホームランを放つが、同スタジアムが閉場するまで場外ホームランを打ったのはロビンソンだけだった。
- 公民権運動に賛同しており、オリオールズ時代には全米黒人地位向上協会にも参加していた。[4]
- インディアンス監督時代、主力投手で後に野球殿堂入りするゲイロード・ペリーに「あの黒人監督以上のサラリーが貰えなかったら俺はこのチームを出る」と言われ、本当に移籍されたことがある。
- ナショナルズ監督時代、交代命令に対して不満な態度をあらわにした大家友和に対して罰金を命じたことがあり、後日別の試合で代走に起用した際、「罰走」と報じた日本のメディアがあったが、登録枠が日本の一軍枠よりも少ない25人で、引き分けがなく長い延長イニングを行なうこともあるメジャーでは、控えの選手が枯渇してくると投手が代走に起用されたり、野手が投手として登板するケースが年に数回はある。大家が代走で起用されたのも「罰走」と報じられた試合を含めて3回目で、大家自身、後日この「罰走」報道に対し、「そのために取材に来て僕の話を聞いたわけでもないのに、MLBの公式ウェブサイトや何かを見て『罰走』なんて勝手に決めつけて書いたりするのはどうかなと思う」と否定する発言を行なっている。
- ロビンソンの指揮、指導を受けた日本人選手では前述の大家のほか、2002年にエクスポズに在籍した吉井理人もその一人で、ロビンソン没後のインタビューでは生前のロビンソンを振り返りつつ「良い意味でオールドスクールの監督だった。アメリカにもこういうタイプの指導者がいるんだとびっくりした。昔の高校野球の監督みたいな監督さんで、一般常識とかにも厳しい監督で、チーム内のルールとかもすごく厳しくて…（中略）選手が間違った態度をとった時にはビシッと言うことも必要だなと思い出して参考になった。言わなきゃいけない時は、しっかり言わなきゃいけないとロビンソン監督から学びましたね」と述懐している[5]。

## 詳細情報

### 年度別打撃成績
| 年 度     | 球 団     | 試 合 | 打 席 | 打 数 | 得 点 | 安 打 | 二 塁 打 | 三 塁 打 | 本 塁 打 | 塁 打 | 打 点 | 盗 塁 | 盗 塁 死 | 犠 打 | 犠 飛 | 四 球 | 敬 遠 | 死 球 | 三 振 | 併 殺 打 | 打 率 | 出 塁 率 | 長 打 率 | O P S |
| --------- | --------- | ----- | ----- | ----- | ----- | ----- | -------- | -------- | -------- | ----- | ----- | ----- | -------- | ----- | ----- | ----- | ----- | ----- | ----- | -------- | ----- | -------- | -------- | ----- |
| 1956      | CIN       | 152   | 668   | 572   | 122   | 166   | 27       | 6        | 38       | 319   | 83    | 8     | 4        | 8     | 4     | 64    | 7     | 20    | 95    | 14       | .290  | .379     | .558     | .937  |
| 1957      | CIN       | 150   | 677   | 611   | 97    | 197   | 29       | 5        | 29       | 323   | 75    | 10    | 2        | 5     | 5     | 44    | 5     | 12    | 92    | 13       | .322  | .376     | .529     | .905  |
| 1958      | CIN       | 148   | 623   | 554   | 90    | 149   | 25       | 6        | 31       | 279   | 83    | 10    | 1        | 0     | 0     | 62    | 5     | 7     | 80    | 13       | .269  | .350     | .504     | .854  |
| 1959      | CIN       | 146   | 626   | 540   | 106   | 168   | 31       | 4        | 36       | 315   | 125   | 18    | 8        | 0     | 9     | 69    | 9     | 8     | 93    | 16       | .311  | .391     | .583     | .974  |
| 1960      | CIN       | 139   | 562   | 464   | 86    | 138   | 33       | 6        | 31       | 276   | 83    | 13    | 6        | 0     | 7     | 82    | 6     | 9     | 67    | 18       | .297  | .407     | .595     | 1.002 |
| 1961      | CIN       | 153   | 636   | 545   | 117   | 176   | 32       | 7        | 37       | 333   | 124   | 22    | 3        | 0     | 10    | 71    | 23    | 10    | 64    | 15       | .323  | .404     | .611     | 1.015 |
| 1962      | CIN       | 162   | 701   | 609   | 134   | 208   | 51       | 2        | 39       | 380   | 136   | 18    | 9        | 0     | 5     | 76    | 16    | 11    | 62    | 13       | .342  | .421     | .624     | 1.045 |
| 1963      | CIN       | 140   | 580   | 482   | 79    | 125   | 19       | 3        | 21       | 213   | 91    | 26    | 10       | 0     | 3     | 81    | 20    | 14    | 69    | 7        | .259  | .379     | .442     | .821  |
| 1964      | CIN       | 156   | 662   | 568   | 103   | 174   | 38       | 6        | 29       | 311   | 96    | 23    | 5        | 0     | 6     | 79    | 20    | 9     | 67    | 13       | .306  | .396     | .548     | .944  |
| 1965      | CIN       | 156   | 674   | 582   | 109   | 172   | 33       | 5        | 33       | 314   | 113   | 13    | 9        | 0     | 4     | 70    | 18    | 18    | 100   | 14       | .296  | .386     | .540     | .926  |
| 1966      | BAL       | 155   | 680   | 576   | 122   | 182   | 34       | 2        | 49       | 367   | 122   | 8     | 5        | 0     | 7     | 87    | 11    | 10    | 90    | 24       | .316  | .410     | .637     | 1.047 |
| 1967      | BAL       | 129   | 563   | 479   | 83    | 149   | 23       | 7        | 30       | 276   | 94    | 2     | 3        | 0     | 6     | 71    | 14    | 7     | 84    | 10       | .311  | .403     | .576     | .979  |
| 1968      | BAL       | 130   | 508   | 421   | 69    | 113   | 27       | 1        | 15       | 187   | 52    | 11    | 2        | 0     | 2     | 73    | 4     | 12    | 84    | 15       | .268  | .390     | .444     | .834  |
| 1969      | BAL       | 148   | 643   | 539   | 111   | 166   | 19       | 5        | 32       | 291   | 100   | 9     | 3        | 0     | 3     | 88    | 11    | 13    | 62    | 12       | .308  | .415     | .540     | .955  |
| 1970      | BAL       | 132   | 553   | 471   | 88    | 144   | 24       | 1        | 25       | 245   | 78    | 2     | 1        | 0     | 6     | 69    | 9     | 7     | 70    | 13       | .306  | .398     | .520     | .918  |
| 1971      | BAL       | 133   | 545   | 455   | 82    | 128   | 16       | 2        | 28       | 232   | 99    | 3     | 0        | 1     | 8     | 72    | 11    | 9     | 62    | 22       | .281  | .384     | .510     | .894  |
| 1972      | LAD       | 103   | 405   | 342   | 41    | 86    | 6        | 1        | 19       | 151   | 59    | 2     | 3        | 0     | 6     | 55    | 0     | 2     | 76    | 9        | .251  | .353     | .442     | .795  |
| 1973      | CAL       | 147   | 630   | 534   | 85    | 142   | 29       | 0        | 30       | 261   | 97    | 1     | 1        | 1     | 3     | 82    | 12    | 10    | 93    | 13       | .266  | .372     | .489     | .861  |
| 1974      | CAL       | 129   | 518   | 427   | 75    | 107   | 26       | 2        | 20       | 197   | 63    | 5     | 1        | 1     | 5     | 75    | 14    | 10    | 85    | 10       | .251  | .371     | .461     | .833  |
| 1974      | CLE       | 15    | 61    | 50    | 6     | 10    | 1        | 1        | 2        | 19    | 5     | 0     | 1        | 0     | 1     | 10    | 0     | 0     | 10    | 1        | .200  | .328     | .380     | .708  |
| '74計     | CLE       | 144   | 579   | 477   | 81    | 117   | 27       | 3        | 22       | 216   | 68    | 5     | 2        | 1     | 6     | 85    | 14    | 10    | 95    | 11       | .245  | .367     | .453     | .820  |
| 1975      | CLE       | 49    | 149   | 118   | 19    | 28    | 5        | 0        | 9        | 60    | 24    | 0     | 0        | 1     | 1     | 29    | 3     | 0     | 15    | 2        | .237  | .385     | .508     | .893  |
| 1976      | CLE       | 36    | 79    | 67    | 5     | 15    | 0        | 0        | 3        | 24    | 10    | 0     | 0        | 0     | 1     | 11    | 0     | 0     | 12    | 3        | .224  | .329     | .358     | .687  |
| MLB：21年 | MLB：21年 | 2808  | 11743 | 10006 | 1829  | 2943  | 528      | 72       | 586      | 5373  | 1812  | 204   | 77       | 17    | 102   | 1420  | 218   | 198   | 1532  | 270      | .294  | .389     | .537     | .926  |

- 各年度の太字はリーグ最高

### タイトル
- 首位打者:1回（1966年）
- 本塁打王：1回（1966年）
- 打点王:1回（1966年）

### 表彰
- シーズンMVP:2回（1961年、1966年）
- 新人王（1956年）
- ワールドシリーズMVP:1回（1966年）
- オールスターMVP:1回（1971年）
- 三冠王：1回（1966年）
- ゴールドグラブ賞:1回（1958年）

### 記録
- MLBオールスターゲーム選出：14回（1956年 - 1957年、1959年、1961年 - 1962年、1965年 - 1967年、1969年 - 1971年、1974年）
- 出塁率リーグ1位:2回（1962年、1966年）
- 得点リーグ1位:3回（1956年、1962年、1966年）
- 長打率リーグ1位:4回（1960年 - 1962年、1966年）
- 開幕戦本塁打通算8本（ケン・グリフィー・ジュニア、アダム・ダンと並び歴代1位タイ）
- サヨナラ安打通算27本（歴代1位）